# آنجلا بارنول
آنجلا بارنول (انگلیسی: Angela Barnwell; ۱۱ ژانویهٔ ۱۹۳۶ – ۲۹ ژوئن ۱۹۶۵) شناگر اهل بریتانیا بود.